# اس‌تی‌اس-۱۱۱
اس‌تی‌اس-۱۱۱ (انگلیسی: STS-111) یکی از ماموریت‌های برنامه شاتل‌های فضایی بود که در تاریخ ۵ ژوئن ۲۰۰۲ از پایگاه فضایی کندی به مقصد ایستگاه فضایی بین‌المللی پرتاب شد. این ماموریت یازده روزه توسط شاتل اندور انجام گرفت و بخشی از پروژه مونتاژ قطعات ایستگاه فضایی بود.